# La heredera (obra de teatro)
La heredera (The Heiress) es una obra de teatro de los dramaturgos estadounidenses Ruth y Augustus Goetz, estrenada en 1947. Está basada en la novela de Henry James Washington Square.

## Argumento
La obra está ambientada en la década de 1850. 
La joven Catherine Sloper vive con su padre, el Dr. Austin Sloper. Catherine es tímida, poco sofisticada y de aspecto sencillo. Su padre la culpa por la muerte de su madre, que falleció al dar a luz.
Morris Townsend la corteja. Catherine cree sinceras sus intenciones, pero su padre piensa que el auténtico interés del joven es la herencia. Cuando finalmente los tres se enfrentan a la situación, acuerdan que padre e hija realizarán un viaje de seis meses a Europa, que Austin confía hará olvidar la relación. Los jóvenes no opinan lo mismo.
A su regreso, el doctor Sloper comprueba que nada ha cambiado, y amenaza con desheredar a Catherine si se casa con Morris. Ella sugiere a su prometido que se fuguen, ya que no puede soportar permanecer en la casa de su padre ni una noche más, aunque también menciona la amenaza de ser deseheredada. Morris dice ir a buscar sus pertenencias, pero no vuelve, y Catherine se hunde en la desesperación. Tres días más tarde el doctor Sloper se entera de que padece una enfermedad terminal y trata de reconciliarse con Catherine, pero ella se niega.
Dos años más tarde, Morris vuelve, y se excusa por su pasado comportamiento. Ella parece de nuevo quedar atraída, y le sugiere que vaya a buscar sus cosas para que puedan fugarse, pero cuando regresa, Catherine echa el cerrojo de la puerta frente a él y apaga las luces.

## Personajes
- Catherine Sloper
- Morris Townsend
- Dr. Austin Sloper
- Lavinia Penniman
- Maria
- Mrs. Montgomery
- Marian Almond
- Elizabeth Almond
- Arthur Townsend

## Representaciones destacadas
- Biltmore Theatre, Broadway, Nueva York, 18 de septiembre de 1947. Estreno.[3]
  - Dirección: Jed Harris.
  - Intérpretes: Wendy Hiller, Basil Rathbone, Peter Cookson.

- Teatro Haymarket, Londres, 1949.
  - Intérpretes: Ralph Richardson, Peggy Ashcroft.

- Théâtre des Mathurins, París, 1951. ( L’Héritière)
  - Adaptación: Louis Ducreux.
  - Dirección: Marcel Herrand.

- Teatro María Guerrero, Madrid, 1951.[4]
  - Traducción: José Luis Alonso y José Méndez Herrera.
  - Intérpretes: Elvira Noriega (sustituida luego por Blanca de Silos), Enrique Diosdado, Adolfo Marsillach.

- Broadhurst Theatre, Broadway, Nueva York, 1976.[5]
  - Dirección: George Keathley.
  - Intérpretes: Jane Alexander, David Selby, Richard Kiley.

- Théâtre de Paris, París, 1992.
  - Dirección: Gildas Bourdet.
  - Intérpretes: Jean-Pierre Cassel, Danielle Minazzoli, Michel Voïta.

- Cort Theatre, Broadway, Nueva York, 1995.
  - Dirección: Gerald Gutierrez.
  - Intérpretes: Cherry Jones, Jon Tenney, Philip Bosco.

- Teatro Maravillas, Madrid, 1997.[6]
  - Dirección: Gerardo Malla.
  - Música: Bernardo Bonezzi.
  - Escenografía: Félix Murcia y Rafael Palmero
  - Intérpretes: Andoni Ferreño, Sandra Torral, Carmen de la Maza, Víctor Valverde, Pablo Calvo, Lola Cordón, Mara Goyanes, Silvia Ramírez, Esperanza Elipe.

- Walter Kerr Theatre, Broadway, Nueva York, 2012.[7]
  - Dirección: Moisés Kaufman.
  - Intérpretes: Jessica Chastain, David Strathairn, Dan Stevens, Judith Ivey.

## Adaptaciones
En 1949, la obra fue llevada al cine, con el mismo título, dirigida por William Wyler e interpretada por Olivia de Havilland, Montgomery Clift y Ralph Richardson.
En España se hizo una adaptación para televisión, emitida en el espacio Primera fila de TVE el 4 de enero de 1963, interpretada por María Dolores Pradera, Francisco Morán, Antonio Prieto y Nélida Quiroga, con dirección de Pedro Amalio López.

## Premios
La obra obtuvo en 1947 el Premio Tony al Mejor diseño de Vestuario para Mary Percy Schenck y en el reestreno de 1995 el Premio Tony al Mejor Reestreno.